# 16039 Zeglin
A 16039 Zeglin (ideiglenes jelöléssel 1999 GH18) egy kisbolygó a Naprendszerben. A LINEAR projekt keretében fedezték fel 1999. április 15-én.